# Javni prijevoz u Splitu
Javni prijevoz u Splitu danas se sastoji od autobusnog prijevoza koji organizira tvrtka Promet Split, kao i prigradske te gradske željeznice kojima upravljaju Hrvatske željeznice. Prvi organizirani javni prijevoz u Splitu započeli su splitski poduzetnici Josip Šperac, Vicko Valle i braća Kaliterna, uspostavivši linije omnibusa 1900. godine.

## Početci
Prvi je javni prijevoz najavio Josip Šperac 1892. godine, kada je u novine poslao oglas svojeg novog poduzeća za najam kočija sa sjedištem u današnjem Gradu, između današnje Jelačićeve, Tončićeve i Marmontove ulice. Sâm prijevoz Šperac je započeo 1900. godine, koristeći kola s 10 mjesta koja su prometovala od obale do uvale u Bačvicama, gdje je 1891. obitelj Košćina uredila prvo kupalište. Kola su prometovala između tih lokacija od 6:00 do 20:00 sati s popodnevnom stankom, a prijevoz se naplaćivao 10 novčića. Uz Šperca, iste su godine s prijevozom počeli Vicko Valle te braća braće Kaliterna. Valleov omnibus prometovao je kroz grad pa do okolice Bačvica, točnije do kuće Katalinić na istoku splitske luke. Kaliternini su omnibusevi pak prometovali na trasi od česme u Lučcu, kod današnje Biskupove palače. Ta im je trasa dozvoljena nakon što je »vlast« odbila zamolbu za prevažanje putnika kroz cijeli Split, preko Lučca te do Bačvica.
Godine 1903. željeznička uprava pregradila je puteve do Bačvica od splitske luke, čime su Kaliterne uspostavili monopol nad jedinim preostalim prolazom – preko Lučca i kroz njihovo privatno imanje – i naplaćivali ga 70 para po kolima. Sami Kaliterne imali su dvoja kola, od kojih su jedna (dovezena iz Trsta) imenovana tramvay, a druga gjardinijera. Kada je 1909. godine dovršen novi put do Bačvica, preko istočne obale luke, Valle je kupio dva nova, kvalitetna omnibusa, kojima je u lipnju uspostavio nove linije do drugih dijelova grada osim obale i Bačvica. Usto je pružao mogućnost pretplate na neograničenu vožnju za 3 krune mjesečno, koju je iskoristilo tek 30 osoba. Javni je prijevoz pritom bio krajnje potreban od gradske luke, u koju su kasno uvečer pristajali brodovi s putnicima, a za koje često nije bilo niti kočija. Valle je u tu svrhu organizirao omnibusni prijevoz svake noći, osim zimi, između 22:00 i 2:00 sata. Ipak, u lipnju 1910. godine Valle je zatvorio svoje poduzeće. Osim što ljeti nije uspio nadoknaditi zimi izgubljeni novac zbog konkurencije Kaliterni, u javnosti je napadnut zbog optužbi »da grne« novac. Prema novinskoj reportaži iz tog doba: »Sada kada nema omnibusa V. Valle svak žali.«
U to je doba djelovalo i poduzeće u vlasništvu J. Klaina, koje je omogućavalo kočije na poziv broju 153, ali i obitavalo u luci i pred Kazalištem u oportunim dobima dana. Djelovao je i V. Peruzović, čiji su omnibusi cijelu godinu prometovali diljem grada do Pojišana te Obrtničke i Trgovačke škole. Ipak, većina prijevoznika morala je zatvoriti poduzeća zbog neisplativosti nakon što je redarstvo odredilo kako omnibusi smiju imati najviše 22 putnika, pa je tako jedini omnibus do Bačvica tijekom ljeta 1912. godine bio onaj braće Kaliterna. Kočijaši su također bili česta meta kritika zbog svojeg »surovog« ponašanja, prebrze vožnje (koje su katkad dovele do nesreća) i neispravnosti kola, zbog čega su građani zahtijevali stroge kazne te češću kontrolu. Još jedan značajan problem bila je neuređena organizacija prijevoza, pri čemu su hotelski poslužnici određivali proizvoljne, uglavnom previsoke cijene prijevoza strancima, a nerijetko su zadržali suviše velik dio iznosa na štetu samog prijevoznika.

## Motorizirani prijevoz
Prijevoz automobilima započeo je oko 1910. godine, a jedno od tada prvih prijevoznih poduzeća bio je u vlasništvu poduzetnika prezimena Matocott, sa sjedištem na istome mjestu gdje se nalazila Šperčeva štala. Svoje je usluge reklamirao cjenikom izloženim u lokalima, u kojemu je među ostalim stajalo da vožnja do Marjana košta 10 kruna. Osim do Marjana, putnike je prevozio i do luke te kupališta u Bačvicama, za što je 1914. godine naručio karoseriju za automobil koji može primiti 12 putnika. U isto je vrijeme djelovao i Ivan Petrić te njegovo poduzeće »Protrka«. On je pak putnike prvotno prevozio od luke do hotela Bellevue, s otvorenim automobilom za 2 putnika, zatvorenim za 4 i omnibusom za 12. Godine 1913. on je dobio koncesiju za prijevoz pošte i putnika do Trogira dva puta dnevno autobusom za 30 putnika. Takav je sustav trebao biti privremen u i funkciji tek do izgradnje željeznice Trogir – Kaštel Sućurac, no ona u konačnici nije izgrađena.

## Željeznica
Gradska željeznica u Splitu započela je s izgradnjom 1979. godine, kao »ukopana pruga« na sjeveru i natkriveni usjek na jugu, za potrebe VIII. Mediteranskih igara. Tunel za željeznicu dug je 1839 metara, a projektirao ga je Igor Krstulović iz tvrtke »Konstruktor«. Prva faza izgradnje uključivala je trasu od Kopilice do Gundulićeve ulice, a za te potrebe na Turskoj kuli smješten je pogon glavnog izvođača radova, tvrtke Pomgrad, gdje su se proizvodili elementi za tunel od armiranog betona. Druga faza započela je 1983. godine i dovršena već 1984., kada je službeno puštena u promet. Uz tunel je tom prilikom sastavljen i kanalizacijski sustav, kako bi se odvod otpadnih voda preusmjerio od morskih obala. Uporabna dozvola za prugu od kolodvora Split Predgrađe do kolodvora Split izdana je 1987. godine. Ipak, ona je otvorena za putnike tek 2006. godine, kada su njome počeli prometovati dizelski vlakovi do Kaštela Starog.
Prvi putnički vlak na prigradskoj željeznici, od Kopilice do Gradske luke, prometovao je 10. lipnja 2019. godine, kada je održana i promotivna vožnja s tadašnjim gradonačelnikom Androm Krstulovićem Oparom. Opara je tada izjavio da je glavni cilj projekta povezivanje Trogira, Solina, Omiša i Splita (kroz koje željeznica prolazi) sa zračnom i trajektnom lukom. Na relaciji Kopilica – Gradska luka vlak je te godine započeo s polascima svake 24 minute po cijeni od 11 kuna (1,5 eura).